# Sint-Jozefkerk (Valkenswaard)
De Sint-Jozefkerk was een parochiekerk in de Nederlandse plaats Valkenswaard. Het modernistische gebouw stond van 1962 tot 1990 in de wijk Geenhoven, op de hoek van de Sint Antoniusstraat en de Willibrorduslaan.

## Geschiedenis
De parochie werd opgericht in 1958, nadat veel jonge gezinnen in Valkenswaard kwamen te wonen. In hetzelfde jaar werd een noodkerk in gebruik genomen aan de Hertog Janstraat. Dit was eigenlijk een sportzaal, die speciaal voor de kerk nog niet volledig voor de sport ingericht werd, zodat hij flexibel inzetbaar was.
De definitieve kerk was ontworpen voor 750 zitplaatsen en kwam gereed in 1963. Al tijdens de bouw waren er aanwijzingen dat de kerk weleens overbodig zou kunnen worden, maar ze werd toch afgebouwd en in gebruik genomen. In 1987 vertrok de pastoor en fuseerde de parochie met de aangrenzende Sint-Antoniusparochie. De Sint-Jozefkerk werd onttrokken aan de eredienst en is in 1990 afgebroken.

## Ontwerp en omgeving
Architect was F.J.M. Korteweg van het Eindhovense Bureau Korteweg, dat in de directe omgeving ook drie scholen en twee flatgebouwen ontwierp, en tevens de Willibrorduslaan als winkelstraat tekende.
Het was een modernistisch kerkgebouw met schuine, betonnen daken op muren van baksteen en beton. De kerk was niet helemaal rechthoekig, maar trapeziumvormig. Ook was er een opvallend glas-in-betonvenster, dat een groot deel van een muur besloeg.

## Klok en toren
De losstaande klokkentoren bestond uit twee betonnen elementen. Deze waren bovenaan afgeschuind, met de punten in het verlengde van de muren, zodat het geheel de bijnaam wasknijper kreeg. Bij de afbraak in 1990 werd de luidklok als versiering voor de Sint-Antoniuskerk geplaatst. In 2021 kreeg deze klok, met de naam H.Jozef, opnieuw een functie: hij werd op de Oude Begraafplaats  in een klokkenstoel geplaatst, waarvan de vorm geïnspireerd was door de voormalige klokkentoren.